# Charles Gmelin
Charles Henry Stuart Gmelin (Krishnanagar, 28 mei 1872 - Oxford, 12 oktober 1950) was een Britse atleet, die was gespecialiseerd in de sprint.

## Loopbaan
Gmelin deed mee aan de Olympische Spelen van 1896 in Athene. Hij faalde op de 100 m, maar won brons op de 400 m achter Thomas Burke (goud) en Herbert Jamison (zilver). Gmelin speelde ook nog cricket en voetbal voor Oxfordshire.

## Olympische medailles[2]
- Athene 1896
  - [1] - 400 m - 55,6 s